# Circondario del Vogtland
Il circondario del Vogtland (in tedesco Vogtlandkreis) è un circondario della Sassonia di 222 666 abitanti abitanti, che ha come capoluogo e centro maggiore Plauen.

## Storia
Con la riforma dei circondari del 1º agosto 2008 ha inglobato la ex città extracircondariale di Plauen come suo nuovo capoluogo.

## Geografia antropica
(Abitanti il 31 dicembre 2022)

### Città
1. Adorf/Vogtl. (4 729)
2. Auerbach/Vogtl., grande città circondariale (17 759)
3. Bad Elster (3 644)
4. Elsterberg (3 738)
5. Falkenstein/Vogtl. (7 692)
6. Klingenthal (7 764)
7. Lengenfeld (7 013)
8. Markneukirchen (7 237)
9. Netzschkau (3 756)
10. Oelsnitz/Vogtl., grande città circondariale (9 951)
11. Pausa-Mühltroff (4 745)
12. Plauen, grande città circondariale (64 763)
13. Reichenbach im Vogtland, grande città circondariale (20 371)
14. Rodewisch (6 451)
15. Schöneck/Vogtl. (2 997)
16. Treuen (7 704)

### Comuni
1. Bad Brambach (1 712)
2. Bergen (945)
3. Bösenbrunn (1 073)
4. Eichigt (1 138)
5. Ellefeld (2 531)
6. Grünbach (1 693)
7. Heinsdorfergrund (1 945)
8. Limbach (1 401)
9. Mühlental (1 236)
10. Muldenhammer (2 887)
11. Neuensalz (2 045)
12. Neumark (2 915)
13. Neustadt/Vogtl. (972)
14. Pöhl (2 436)
15. Rosenbach/Vogtl. (4 027)
16. Steinberg (2 664)
17. Theuma (1 004)
18. Tirpersdorf (1 367)
19. Triebel/Vogtl. (1 187)
20. Weischlitz (5 700)
21. Werda (1 474)

### Comunità amministrative
Di seguito sono riportate le comunità amministrative (Verwaltungsgemeinschaft) con i rispettivi comuni membri delle comunità:
- Verwaltungsgemeinschaft Falkenstein: Falkenstein/Vogtl., Grünbach e Neustadt/Vogtl.
- Verwaltungsverband Jägerswald: Bergen, Theuma, Tirpersdorf (sede) e Werda
- Verwaltungsgemeinschaft Netzschkau-Limbach: Netzschkau (sede) e Limbach
- Verwaltungsgemeinschaft Oelsnitz/Vogtl.: Bösenbrunn, Eichigt, Oelsnitz/Vogtl. e Triebel/Vogtl.
- Verwaltungsgemeinschaft Reichenbach im Vogtland: Heinsdorfergrund e Reichenbach im Vogtland
- Verwaltungsgemeinschaft Schöneck/Mühlental: Mühlental e Schöneck/Vogtl. (sede)
- Verwaltungsgemeinschaft Treuen: Neuensalz e Treuen